# Lars Nedland
Lars Are Nedland (född 13 maj 1976 i Kristiansand i Norge, känd som Lazare) är en norsk musiker, låtskrivare och tv-regissör.
Lars Nedland är vokalist, trummis och keyboardist i avant-garde/black metal-bandet Solefald (som han startade 1995 tillsammans med Cornelius Jakhelln). Han är också keyboardist för det progressiva black metal-bandet Borknagar och sångare i det progressiva avant-garde metal-bandet Age of Silence. Han komponerar mycket av musiken och arrangerar för violin och cello på Solefalds album. Han skriver också några låttexter.
Genom åren har Lazare varit med i en mängd olika band och bland annat spelat trummor i black metal-bandet Carpathian Forest och varit sångare i folk metal/Viking metal-bandet Ásmegin. År 2004 blev han ombedd att gå med i avant-garde metall-bandet Age of Silence som sångare och textförfattare.
Lars Nedland arbetar också som regissör, och har bland annat regisserad "Skaperen" för norska TV 2 och "Krimkommisjonen" för TVNorge.

## Diskografi (urval)
Studioalbum med Solefald
- The Linear Scaffold (1997)
- Neonism (1999)
- Pills Against The Ageless Ills (2001)
- In Harmonia Universali (2003)
- Red For Fire: An Icelandic Odyssey Part 1 (2005)
- Black For Death: An Icelandic Odyssey Part 2 (2006)
- The Circular Drain (2008)
- Norrøn livskunst (2010)
- World Metal. Kosmopolis Sud (2015)

Studioalbum med Borknagar
- Quintessence (2000)
- Empiricism (2001)
- Epic (2004)
- Origin (2006)
- Universal (2009)
- Urd (2012)
- Winter Thrice (2016)

Studioalbum med Age of Silence
- Acceleration (2004)

Studioalbum med Ásmegin
- Hin Vordende Sod & Sø (2003)

Studioalbum med Böh
- Böh (2001)

Som gästmusiker
- Carpathian Forest – Black Shining Leather (trummor, 1998)
- Vintersorg – Visions From The Spiral Generator (hammondorgel, 2002)
- Vintersorg – The Focusing Blur (hammondorgel, sång, 2004)
- Sturmgeist – Meister Mephisto (sång, 2005)
- Winds – Prominence and Demise (sång, 2007)
- Havoc Unit – h.IV+ (sång, 2008)